# Епицикъл
Епицикълът (от гръцки – „малък цикъл“) е част от геометричния модел от теорията на Птолемей, описващ видимото движение на планетите. Според тази теория планетите се движат по кръгова траектория (епицикъл), чийто център се движи по кръгова орбита около Земята. Епициклите дават възможност за относително точно изчисляване на движението на планетите, без да се излиза извън рамките на геоцентричната теория.